# Pissos
Pissos – miejscowość i gmina we Francji, w regionie Nowa Akwitania, w departamencie Landy.
Według danych na rok 1990 gminę zamieszkiwało 970 osób, a gęstość zaludnienia wynosiła 7 osób/km² (wśród 2290 gmin Akwitanii Pissos plasuje się na 440. miejscu pod względem liczby ludności, natomiast pod względem powierzchni na miejscu 14.).